# Králíky (okres Hradec Králové)
Králíky (německy Kralik) jsou obec nalézající se asi 4 km severovýchodně od města Nový Bydžov v okrese Hradec Králové. Součástí obce jsou i vesnice Chmelovice, Podoliby a Řehoty. Žije zde 399 obyvatel.

## Historie
První písemná zmínka o obci pochází z roku 1635.

## Galerie

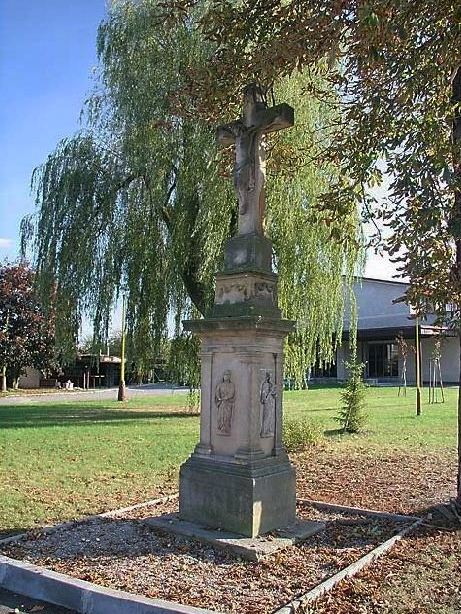
Kamenný kříž u křižovatky
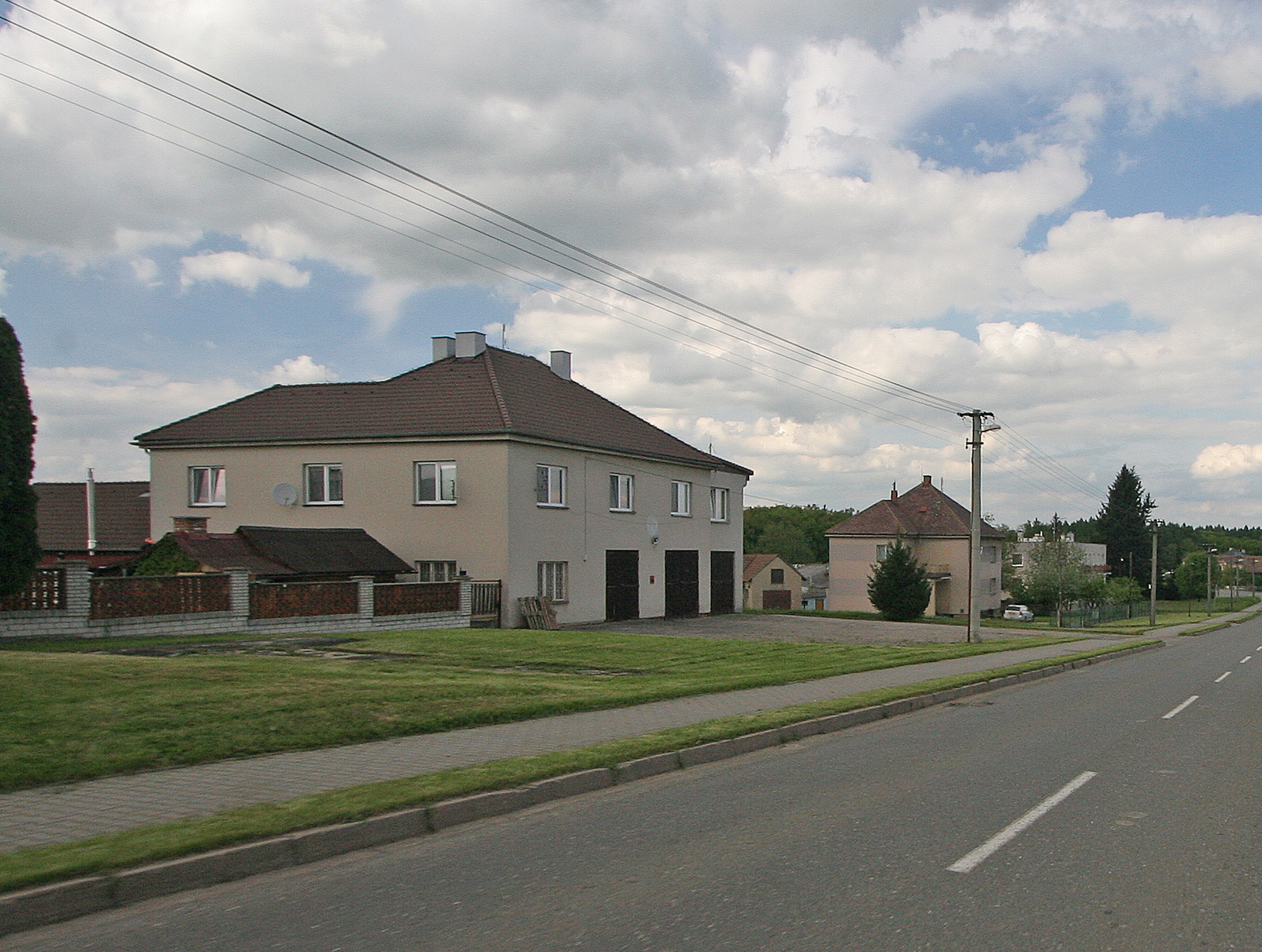
Hasičská zbrojnice
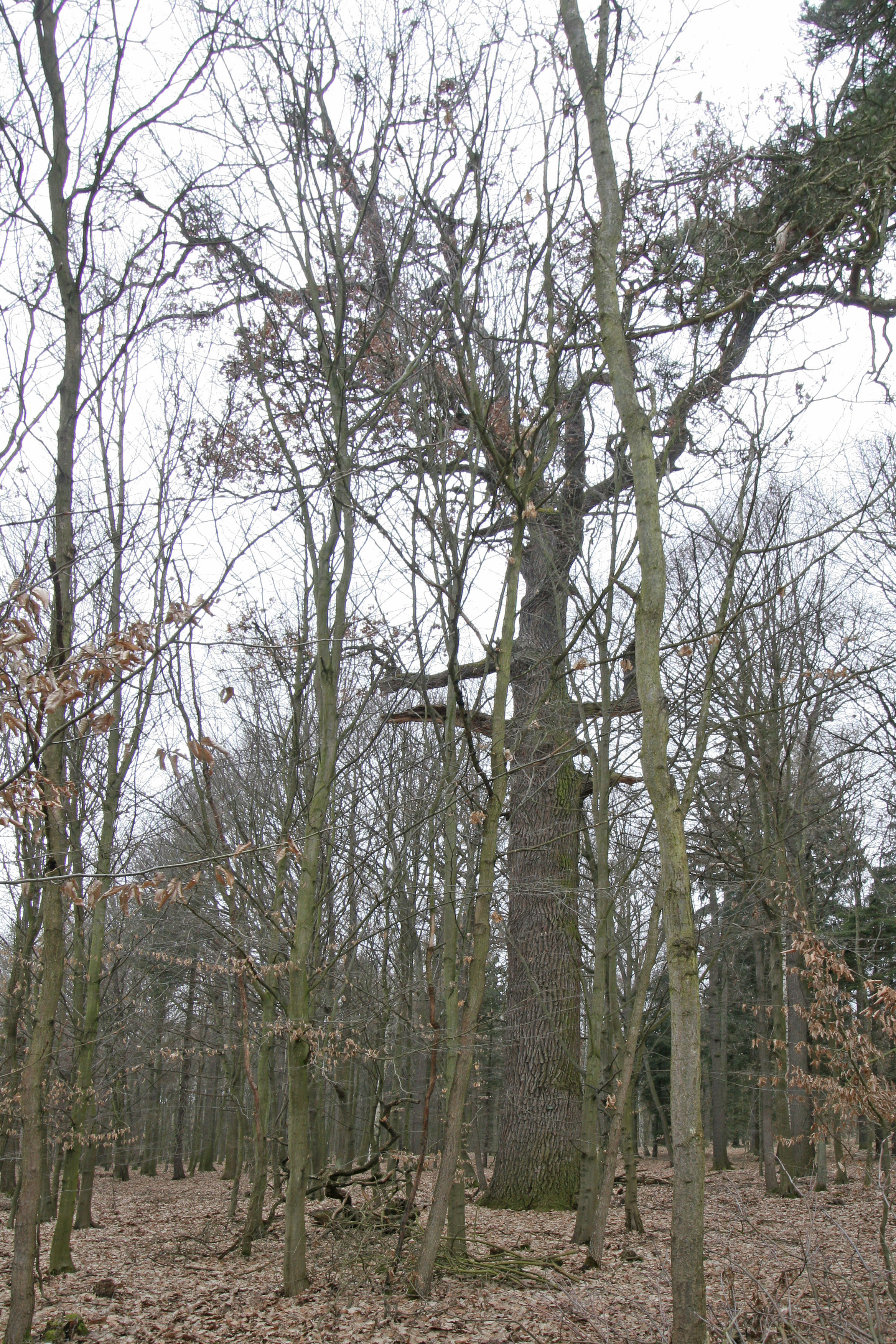
Památný dub u Králík